# Pierina Gilli
Pierina Gilli (Montichiari, 3 agosto 1911 – Montichiari, 12 gennaio 1991) è stata una mistica e veggente italiana cattolica.

## La giovinezza e le prime presunte apparizioni

### La giovinezza
Pierina Gilli nacque a Montichiari (BS), in località San Giorgio, il 3 agosto 1911, da Pancrazio Gilli e Rosa Bartoli.
La sua era un'umile famiglia contadina, contrassegnata dalla povertà. Il padre morì nel 1918, consumato dalla prigionia patita durante la Grande Guerra, la madre si risposò per tutelare i figli.
Dopo essere stata assistente dei bambini presso l'asilo comunale di Montichiari, e aver rifiutato un'offerta di matrimonio, Pierina dovette rinunciare in un primo tempo a entrare tra le "Ancelle della Carità" per problemi di salute, lavorando prima come domestica presso un sacerdote di Carpenedolo, don Giuseppe Brochini, e successivamente come infermiera presso l'ospedale civile di Desenzano del Garda.

### Le apparizioni di suor Maria Crocifissa Di Rosa
Pierina tenne un diario delle sue esperienze mistiche, in particolare presunte visioni e messaggi: da queste pagine apprendiamo che l'incontro con Maria Rosa Mistica sarebbe stato anticipato e preparato dalle visioni di suor Maria Crocifissa Di Rosa, fondatrice della congregazione delle Ancelle della Carità, beatificata nel 1940 da papa Pio XII e da lui canonizzata nel 1954:
Il 14 aprile 1944 fu accolta come postulante fra le Ancelle della Carità, ma nel dicembre dello stesso anno venne colpita da meningite: dopo alcuni giorni in stato comatoso, mentre si temeva per la sua vita, il 17 dicembre le sarebbe apparsa, come apprendiamo dal diario, la beata Maria Crocifissa Di Rosa, preannunciandole la guarigione ma anche future prove. Il 17 dicembre era la ricorrenza liturgica della beata, spostata al 15 dicembre dopo la canonizzazione.
Il 2 novembre 1946 Pierina fu colpita da occlusione intestinale: nella notte tra il 23 e il 24 novembre le sarebbe apparsa nuovamente la beata Di Rosa, e anche la Madonna, così descritta nel diario: "Allora io vidi una bellissima Signora come trasparente, vestita di viola e con un velo bianco che dalla testa scendeva ai piedi; teneva le braccia aperte e vedevo tre spade confitte nel cuore".
Il 12 marzo 1947, dopo un collasso cardiaco conseguente a coliche renali, avrebbe avuto una nuova apparizione della Beata Maria Crocifissa, guarendo dopo aver offerto le sofferenze per le persone consacrate.

## Le apparizioni di Maria Rosa Mistica

### 1947: il primo ciclo di apparizioni
Nel 1947 iniziarono le presunte apparizioni della Madonna come "Maria Rosa Mistica". La prima si sarebbe verificata nella stanza dell'Ospedale Civile di Montichiari, dove Pierina prestava servizio: nel suo diario viene descritto l'aspetto di Maria, lo stesso dell'apparizione del 2 novembre 1946, e le sue parole: "Preghiera, sacrificio e penitenza". Nel mese di maggio la mistica avrebbe subito vessazioni diaboliche e avrebbe avuto una visione dell'Inferno. Del 1º luglio 1947 sarebbe un'altra apparizione, durante la recita del rosario, della Vergine, recante sempre tre spade conficcate nel cuore.
Il 13 luglio si sarebbe verificata la prima "grande" apparizione: nel racconto contenuto nel diario Maria appare insieme alla beata Di Rosa, dicendo: "Io sono la Madre di Gesù e la Madre di tutti voi"; scrive di aver visto le spade sul pavimento e, sul petto della Vergine, tre rose, una bianca, una rossa e una d'oro. La Madonna avrebbe esortato a una nuova devozione, a "Maria Rosa Mistica", in favore di tutti gli istituti religiosi e dei sacerdoti. Inoltre avrebbe chiesto di onorare come giornata mariana il 13 di ogni mese, e in particolare il 13 luglio, per espiare le offese fatte dalle anime consacrate.
Il 22 ottobre, durante una riunione di preghiera, si sarebbe animata la statua di suor Maria Crocifissa e, dal Crocifisso tra le sue mani, sarebbero scese gocce di sangue, che Pierina avrebbe asciugato con il purificatoio dell'altare.

### Le apparizioni nel Duomo di Montichiari
Le apparizioni successive sarebbero avvenute nel Duomo di Montichiari: nella prima, del 16 novembre 1947, la Madonna avrebbe chiesto a Pierina di segnare con la lingua una Croce su quattro mattonelle del pavimento; nello stesso punto Maria si sarebbe poi posata, invitando alla preghiera e alla penitenza in riparazione delle offese degli uomini al Signore.
Nell'apparizione del 22 novembre, la Vergine avrebbe preannunciato una sua visita a mezzogiorno dell'8 dicembre, giorno dell'Immacolata Concezione, per richiedere l'Ora di Grazia. Il 7 novembre sarebbe riapparsa accompagnata da Francesco e Giacinta, i due pastorelli di Fatima, spiegando, come scrive Pierina nel suo diario, che "Essi ti saranno compagni in ogni tua tribolazione. Hanno sofferto anch'essi, benché più piccoli di te".
L'8 dicembre Maria sarebbe riapparsa a Pierina, come preannunciato, dicendo: "Io sono l'Immacolata Concezione, Io sono Maria di Grazia, Madre del Divino Figlio Gesù Cristo. Per la mia venuta a Montichiari desidero essere chiamata “Rosa Mistica". Aggiungendo il desiderio di veder istituita l'Ora di Grazia Universale, da celebrarsi l'8 dicembre di ogni anno, per ottenere grazie e conversioni; e chiedendo la costruzione di un cancelletto per custodire le quattro mattonelle citate, insieme a una statua che l'avrebbe dovuta raffigurare come "Rosa Mistica".
Subito dopo Pierina avrebbe visto, sul petto della Madonna, in una luce sfolgorante, il suo Cuore Immacolato, e contemporaneamente sarebbero avvenute nel Duomo due presunte guarigioni miracolose, riguardanti un bambino paralitico e una donna muta.
Dopo questi episodi, nel 1948 Pierina fu interrogata dalle autorità ecclesiastiche, ritirandosi successivamente in un convento francescano di Brescia, sotto la guida spirituale di padre Giustino Carpin, ma senza entrare a far parte dell'Ordine.
Le presunte apparizioni furono poche per molto tempo, ma si intensificarono nuovamente nel 1966.

### 1966: le apparizioni di Fontanelle
Secondo la testimonianza di una carismatica di Brescia, Franca Dal Ri Cornado (1924-1993), in seguito divenuta amica di Pierina, le apparizioni di Pierina sarebbero riprese come segno richiesto dal comune padre sprirituale, Padre Giustino Carpin, a verifica delle locuzioni interiori che Franca Cornado avrebbe avuto fin dal 1958.  P. Giustino invitò Franca, senza entrare nei dettagli, a chiedere una grazia al Signore, e la grazia era proprio che l'altra sua figlia spirituale rivedesse la Madonna, che le aveva promesso di manifestarsi nuovamente senza specificare quando.
Preannunciata il 27 febbraio 1966, la Madonna sarebbe riapparsa a Pierina il 17 aprile 1966, domenica in albis, presso una sorgente d'acqua ubicata a Fontanelle, piccola località distante circa tre chilometri da Montichiari, in direzione di Carpenedolo (dove ora c'è il santuario di Rosa Mistica), e avrebbe comunicato il seguente messaggio, riportato sul diario: "Il mio Divino Figlio Gesù è tutto amore. Mi ha inviata a rendere miracolosa questa sorgente. In segno di penitenza e di purificazione dai un bacio sul gradino, poi scendi qualche gradino, fermati, dai ancora un bacio e scendi. Per la terza volta dai ancora un bacio al gradino e qui sia messo un Crocifisso. Gli ammalati e tutti i miei figli, prima di prendere o bere l'acqua, chiedano perdono al mio Divino Figlio...Ora qui è la tua missione, in mezzo agli ammalati e bisognosi".
In una seconda apparizione, il 13 maggio 1966, anniversario della Madonna di Fátima, Maria avrebbe comunicato a Pierina di chiamare la sorgente "Fonte della Grazia", invitando l'umanità alla preghiera, al sacrificio e alla penitenza per salvarsi dalla rovina.
La terza apparizione si sarebbe verificata il 9 giugno 1966, solennità del Corpus Domini: la Vergine avrebbe espresso il desiderio secondo il quale una parte del grano dei campi vicini fosse trasformato in "Pane Eucaristico" e portato a Fátima il 13 ottobre. Inoltre avrebbe espresso il desiderio che la gente di Montichiari si consacrasse al suo Cuore Immacolato.
Nella quarta e ultima apparizione di Fontanelle, il 6 agosto 1966, festa della Trasfigurazione di Gesù, la Madonna avrebbe chiesto l'istituzione dell'"Unione Mondiale della Comunione riparatrice", da tenersi il 13 ottobre; inoltre avrebbe ricordato la sua funzione di mediatrice tra suo Figlio e l'umanità, aggiungendo: "Ho scelto questo luogo di Montichiari perché nei figli che lavorano la terra c'è ancora umiltà come in una povera Betlemme."

## Gli ultimi anni
Pierina condusse in seguito una vita molto ritirata, mentre le apparizioni e i messaggi sarebbero continuati. Nell'ultima presunta apparizione del 24 marzo 1983, Maria avrebbe espresso il desiderio di veder realizzato un santuario con cinque cupole, e avrebbe chiesto di far incidere una medaglia secondo le sue istruzioni.
In relazione a Montichiari e a Fontanelle, sarebbero continuate le conversioni e le presunte guarigioni miracolose, accompagnate pare anche da altri segni soprannaturali, come ad esempio prodigi solari.
Pierina Gilli morì il 12 gennaio 1991 a Montichiari, in località Boschetti.

## Le valutazioni critiche di Mons. Giacinto Tredici
Mons. Giacinto Tredici, vescovo della Diocesi di Brescia dal 1933 al 1964 considerò sempre non autentiche le presunte apparizioni mariane di Fontanelle e Montichiari. Due le prese di posizione più rilevanti. Nel 1948, sul settimanale diocesano La Voce del popolo del 4 dicembre: "In seguito ad una accurata inchiesta eseguita per suo ordine, S. E. mons. Vescovo crede di poter affermare che la narrazione dei fatti che si dissero avvenuti a Montichiari in questi ultimi mesi (…) si deve ritenere di nessun valore. I fatti antecedenti, ai quali si riferisce il periodico Famiglia Cristiana del 24 ottobre [1948] sono ancora in esame e su di essi S. E. mons. Vescovo non ha creduto ancora di pronunciarsi. Non si devono quindi, a norma dei sacri canoni, divulgare nuove devozioni che a quelli si riferiscano. A queste norme  si debbono attenere specialmente i sacerdoti."
Nella lettera a mons. Giovanni Battista Bosio del 14 novembre 1951: "Il soggetto [Pierina Gilli] e l'ambiente sono scadenti, dal punto di vista delle affermazioni fatte. Ambiente surriscaldato e vorrei dire fazioso […] Stando così le cose, io la domenica 4 dicembre a Montichiari, in occasione della Visita Pastorale, ho detto pubblicamente in Chiesa che, esaminate bene le cose, non v'erano motivi sufficienti per dover ritenere provate e soprannaturali le rivelazioni e apparizioni che si dicevano avvenute; e per questo proibivo qualunque manifestazione di culto pubblico che si riferisse ad esse."

## La posizione della Chiesa con il “nulla osta” del Vaticano —- 5 Luglio 2024—[7]
Sussistono le seguenti pronunce della Diocesi di Brescia dopo la conclusione dell'episcopato di Mons. Giacinto Tredici:
(Comunicato della Curia Vescovile del 30 giugno 1968)
(Comunicato di Mons. Luigi Morstabilini del 25 novembre 1975)
(Dichiarazione di Mons. Bruno Foresti del 15 ottobre 1984)
(Dichiarazione di Mons. Bruno Foresti del 19 febbraio 1997)
(Allegato al Decreto nr. 229/08 di Mons. Luciano Monari del 19.03.2008 al punto 2)
Nell’aprile 2001, nel decennale della morte di Pierina Gilli, il vescovo Giulio Sanguineti incaricò un sacerdote di seguire il culto a Fontanelle. Il 17 dicembre 2019, la località mariana fu proclamata “Santuario diocesano Rosa mistica - Madre della Chiesa”.
Nel 2008 è stato pubblicato un libro di monsignor Enrico Rodolfo Galbiati, citato nella bibliografia, curato da Rosanna Brichetti Messori e Riccardo Caniato, dal titolo: Maria Rosa Mistica Madre della Chiesa, con il sottotitolo: Le apparizioni della Madonna a Fontanelle Montichiari. L'autore, biblista e teologo scomparso nel 2004, parlando del diario di Pierina scrive: "L'autenticità è fuori dubbio, la grafia è sempre la medesima, gli errori di grammatica e di sintassi si ripetono dall'inizio alla fine". Dopo aver analizzato la personalità della mistica, soffermandosi in particolare sulla sua semplicità, riservatezza e umiltà, e dopo aver esaminato anche l'aspetto simbolico delle presunte apparizioni, cioè le tre spade nel petto della Madonna, simbolo delle tre categorie di religiosi infedeli, e poi le tre rose al posto delle spade (bianca, rossa e giallo-oro), che simboleggiano la preghiera, il sacrificio e la penitenza necessarie a riparare le infedeltà e le defezioni religiose, mons. Galbiati riscontra passaggi teologici che "Una donna semplice non avrebbe potuto scrivere: per esempio il fatto che Maria si presenti nel 1948 come Madre della Chiesa (titolo approvato da Paolo VI nel 1964); o che Gesù le comunichi nello stesso anno in «forma chiara e completa» il dogma dell'Assunzione, proclamato nel 1950 da Pio XII".
Il 5 luglio 2024 il Dicastero per la Dottrina della Fede, ai sensi delle Norme per procedere nel discernimento di presunti fenomeni soprannaturali, ha dato parere positivo al discernimento sul valore dottrinale-pastorale delle apparizioni. Dopo un anno di indagini, la commissione vaticana ha espresso parere favorevole con voto all'unanimità.

## L'istituzione del Santuario diocesano
Il 7 dicembre 2019 il luogo di culto delle Fontanelle di Montichiari è diventato Santuario Diocesano Rosa Mistica - Madre della Chiesa. La proclamazione ufficiale è avvenuta durante la concelebrazione eucaristica presieduta dal vescovo di Brescia, mons. Pierantonio Tremolada.
Il riconoscimento del santuario diocesano non significa automaticamente il riconoscimento delle apparizioni, ma "si tratta di un passaggio storico che [...] potrà aprire una rinnovata fase di sviluppo del culto e dello studio del complesso fenomeno spirituale e mariano sorto in questi luoghi negli anni".
Accanto alla "diffusione che – discretamente e silenziosamente – ha avuto e ha nel mondo intero il culto di "Maria Rosa Mistica e Madre della Chiesa", che proprio qui ha avuto inizio e ha il suo centro", ci sono molti fatti significativi: in Libano sono state trovate icone di Rosa Mistica che trasuderebbero olio profumato, in America ci sono statue che avrebbero pianto lacrime e sangue, il medesimo fenomeno si sarebbe verificato in India, dove vescovi e cardinali avrebbero visto trasudare miele un'immagine della Vergine. Sono nate almeno due congregazioni religiose ispirate a Rosa Mistica, riconosciute dai vescovi, e una miriade di associazioni religiose. Ci sarebbero state inoltre numerose conversioni e guarigioni, come per esempio quella di cui fu testimone Fratel Ettore.